# Lobotos oriolinus
El oruguero oriolino (Lobotos oriolinus) es una especie de ave paseriforme de la familia Campephagidae que vive principalmente en África Central.

## Descripción
El oruguero oriolino mide unos 19 cm de largo. El plumaje de su cabeza es negro con brillos azules, que contrasta con la carúncula amarilla anaranjada que tienen los machos en la mejilla (la de las hembras en la base del pico es mucho más reducida). El resto de su plumaje es de color amarillo intenso o anaranjado, con tonos oliváceos en las alas. Su pico negro es corto, robusto y con la punta ligeramente curvada hacia abajo.

## Distribución y hábitat
Se encuentra en las selvas tropicales del sur de Camerún, la República Centroafricana y Nigeria, República del Congo, República Democrática del Congo y Gabón.